# Elaphoglossum
Elaphoglossum és un gènere de falgueres de la familia Dryopteridaceae, subfamília Elaphoglossoideae, en la classificació de Grup de Filogènia de Pteridòfit de 2016 (PPG I).

## Taxonomia
Elaphoglossum fou descrit per primera vegada el 1841 per John Smith, qui va atribuir el nom a Heinrich Schott.

### Espècies
El gènere té un gran nombre d'espècies. Segons la classificació de Grup de Filogènia de Pteridòfit de (PPG I) n'hi ha aproximadament 600; Plants of the World Online i la Checklist of Ferns and Lycophytes of the World ambdós van llistar com a mínim 730 espècies el A 2019. Entre d'altres:
- Elaphoglossum conforme (Sw.) J. Sm. (Espècie de tipus)
- Elaphoglossum pattersoniae Mickel
- Elaphoglossum serpens Maxon & C. V. Morton
- Elaphoglossum tovii E. Brown